# Morris Gleitzman
Morris Gleitzman (9 de enero de 1953) es un autor australiano de libros para niños y literatura juvenil.  Ha obtenido reconocimiento por despertar el interés sobre el sida en su novela polémica Dos Semanas con la Reina (1990).
Gleitzman ha colaborado en varios libros infantiles con otro autor australiano, Paul Jennings. Gleitzman también ha publicado tres colecciones de sus columnas para los periódicos The Age y The Sydney Morning Herald como libros para un público adulto, y solía escribir para el popular Norman Gunston Show en la década de 1970. Su último libro de la saga "Una vez", Después, fue publicado en 2012. Sus libros más exitosos pertenecen a la trilogía del Sapo.

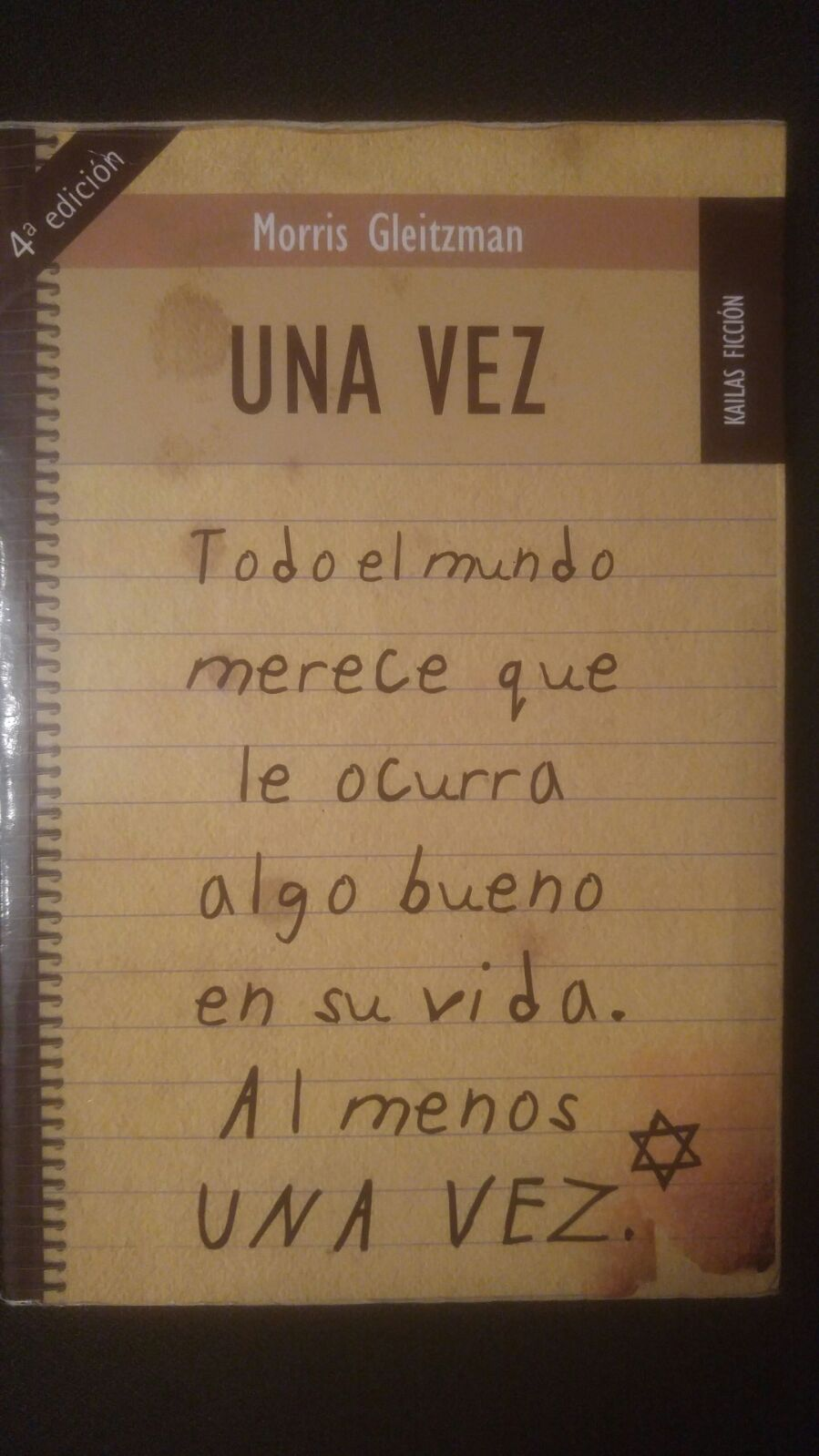
Fotografía del primer libro de la saga "Una vez", escrita por Morris Gleitzman. Edición en español.

## Primeros años
Gleitzman nació en Sleaford, Lincolnshire. Se trasladó a Australia cuando tenía 16 años.

## Trabajos publicados
| Año  | Título                        | Notas |                                                                   |
| ---- | ----------------------------- | --- | ----------------------------------------------------------------- |
| 1987 | The Other Facts of Life       | Primera novela. Empezó siendo un guion, pero lo finalmente se cambió a novela. |                                                                   |
| 1989 | Dos semanas con la reina      | |                                                                   |
| 1991 | Misery Guts                   | |                                                                   |
| 1992 | Worry Warts                   | Secuela de Misery Guts |                                                                   |
| 1993 | Blabber Mouth                 | "Gleitzman escribe en un estilo directo y encantador (a menudo una única frase) y párrafos cortos que hacen estas aventuras más fáciles de leer y más atractivas."                                                    |                                                                   |
| 1994 | Sticky Beak                   | Secuela de Blabber Mouth |                                                                   |
| 1995 | Puppy Fat                     | Secuela de Misery Guts y Worry Warts. |                                                                   |
| 1995 |                               | |                                                                   |
| 1995 | Segunda Niñez                 | |                                                                   |
| 1996 | Belly Flop                    | |                                                                   |
| 1997 | Alas de agua                  | Secuela suelta de Belly Flop |                                                                   |
| 1998 | Bumface                       | |                                                                   |
| 1998 | Wicked!                       | Coescrito con Paul Jennings |                                                                   |
| 1999 | Gift of the Gab               | Secuela a Blabber Mouth y Sticky Beak |                                                                   |
| 2000 | Rabia de sapo                 | |                                                                   |
| 2000 | Self Helpless                 | Libro de autoayuda |                                                                   |
| 2001 | Adults Only                   | |                                                                   |
| 2001 | Mortífero                     | Coescrito con Paul Jennings |                                                                   |
| 2002 | Boy Overboard                 | Precuela de Girl Underground |                                                                   |
| 2003 | Cielo de sapo                 | Secuela de Rabia de Sapo |                                                                   |
| 2004 | La mascota del profesor       | |                                                                   |
| 2004 | Sapo Fuera                    | Secuela de Rabia de Sapo y Cielo de Sapo |                                                                   |
| 2005 | Girl Underground              | Secuela de Boy Overboard |                                                                   |
| 2005 | Historia de un gusano         | |                                                                   |
| 2006 | Aristotle's Nostril           | |                                                                   |
| 2006 | Una vez                       | "Gleitzman nos cuenta como debió haber sido ser un niño durante el Holocausto, forzado a crecer demasiado deprisa."                                                                                                   |                                                                   |
| 2007 | Doubting Thromas              | |                                                                   |
| 2007 | Give Peas a Chance            | Colección de pequeñas historias. Presenta personajes de Misery Guts, Blabber Mouth, Second Childhood, Belly Flop, Adults Only, La Mascota del Profesor, Historia de un Gusano y Aristotle's Nostril                   |                                                                   |
| 2008 | Sorpresa de sapo              | Secuela de Rabia de Sapo, Cielo de Sapo y Sapo Fuera |                                                                   |
| 2009 | Entonces                      | "Secuela de Una vez, esta historia sobre niños intentando sobrevivir en Polonia durante la Segunda Guerra Mundial es igual de potente que la primera entrega."                                                        |                                                                   |
| 2009 | Grace                         | |                                                                   |
| 2010 | Ahora                         | Secuela a Una vez y Entonces "Los lectores de los dos primeros libros reconocerán la transición a este, y aquellos que no deberían leerlos para tener una idea de aquellos años y los que nos toca vivir a nosotros." |                                                                   |
| 2010 | Tickled Onions                | Colección de cuentos. Contiene algunas historias de Give Peas a Chance |                                                                   |
| 2011 | Demasiado Pequeño para fallar | |                                                                   |
| 2011 | Pizza Cake                    | Colección de cuentos. Contiene algunas historias de Tickled Onions |                                                                   |
| 2012 | Después                       | Secuela de Una vez, Entonces y Ahora |                                                                   |
| 2013 | Tiempo extra                  | |                                                                   |
| 2014 | Criaturas leales              | |                                                                   |
| 2015 | Pronto                        | Secuela de Una vez, Entonces, Ahora y Después | 2019 Quizá Secuela de Una vez, Entonces, Ahora , Después y Pronto |

## Premios
- 1993
  - Premio KOALA (Bumface)
  - Premio YABBA (Bumface)
- 2001
  - Premio YABBA: Older Readers (Rabia de Sapo)
- 2008
  - Premio ANTO Cole (Rabia de Sapo)